# Joannes Baazius den äldre
Joannes Benedicti Baazius d.ä. (ej Johannes Benedictus) (på svenska: Jöns Bengtsson Baaz), född den 12 juli 1583 på prästgården Ekesås i Gårdsby socken, Småland. Död som biskop i Växjö den 14 januari 1649. 
Baazius var kyrkopolitisk debattör, kyrkoherde i Jönköping 1625-1647 och åren 1647-1649 biskop i Växjö. Han skrev sig själv alltid Joannes och ska ej förväxlas med sin bror, och på latin namne, Johan (Johannes) Baazius som var kyrkoherde i Svarttorps pastorat i Växjö stift.

## Biografi
Joannes Baazius var son till Benedictus Johannis, som var riksdagsman och kyrkoherde.
Mäster Jöns, som han kallas i samtida källor på svenska, växte upp på prästgården Ekesås, strax norr om Växjö. Han grundlade sina omfattande studier i Växjö skola. Han blev tidigt föräldralös, då hans far dog år 1600 och modern året därpå. Till råga på allt förstördes föräldrahemmet av en brand strax efter faderns död. Troligen hade han då redan påbörjat sina studier vid Uppsala universitet där han troligen skrevs in i mars 1599.
Enligt traditionen fick Joannes, tack vare sin stora lärdom, redan vid 19 års ålder förrätta gudstjänsten i Konga härad sedan åtskilliga präster dött i pesten 1602.
Därefter vidtog studier vid de protestantiska lärosätena i Tyskland. När han i oktober 1605 skrevs in vid universitetet i Wittenberg var det första gången släktnamnet Baaz noterades i en bevarad källa. I Wittenberg blev han filosofie magister 1610.
År 1613 blev Baazius, efter studierna i Tyskland, rektor och nio år senare teologie doktor. 1624 befordrades han till kyrkoherde i Jönköping där han 1636 skrev en tillrättavisning till landets biskopar som hade samlats i Stockholm, vilket skapade en storm som lugnades ner av drottningen. 1647 utnämndes han till biskop i Växjö.
Baazius gav ut flera teologiska och kyrkohistoriska arbeten, bland annat Inventarium Ecclesiæ Sueogothorum (1642).
Han var gift två gånger. Hans första äktenskap var med dottern till biskop Petrus Jonæ Angermannus och hans andra äktenskap var med Brita Eriksdotter. Med dessa hustrur fick han de tre sönerna Johan Baazius d.y. samt Erik som adlades med namnet Leijonhielm och Bengt som upphöjdes i adligt stånd med namnet Ekehielm. Dottern Annika blev stammoder till adelsätten Rosensparre.